# Ooni Luwoo
Ooni Lúwo Gbàgìdá, död under 900-talet, var den 21:a Ooni av Ife.
Hon var dotter till en ättling av Ooni Otaataa, gifte sig med hövdingen Obaloran och blev mor till en son, Adekola Telu.
Hennes regeringstid beräknas ha ägt rum under 900-talet. Hon är känd som den första och enda regerande drottning och kvinna som någonsin regerat i Ife. Hennes son Adekola Telu grundade Kungariket Iwo. 